# Rémering-lès-Puttelange
Pour l’article homonyme, voir Rémering.
Rémering-lès-Puttelange est une commune française située dans le département de la Moselle et le bassin de vie de la Moselle-Est.

### Accès

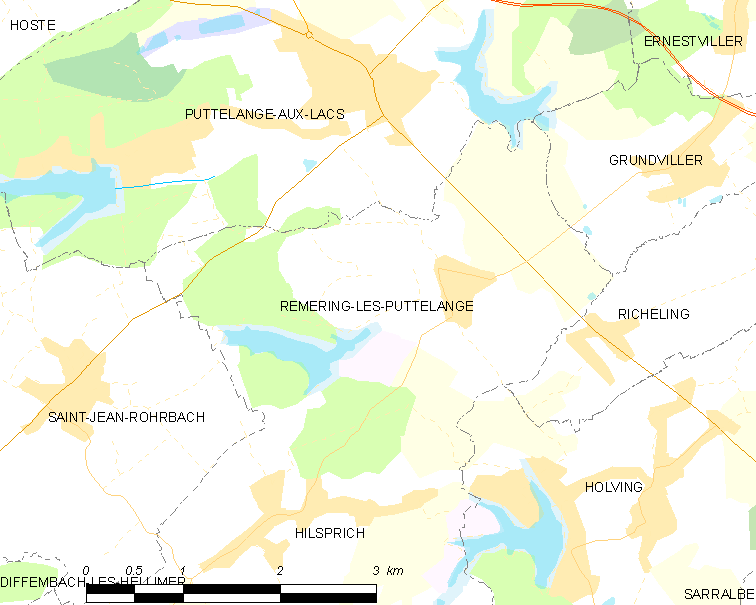
Carte de la commune.

## Géographie

### Communes limitrophes
|                     | Puttelange-aux-Lacs     | Grundviller |
| Saint-Jean-Rohrbach | Rémering-lès-Puttelange | Richeling   |
|                     | Hilsprich               | Holving     |

### Hydrographie
La commune est située dans le bassin versant du Rhin au sein du bassin Rhin-Meuse. Elle est drainée par le ruisseau le Moderbach, le ruisseau de l'Étang du Welschhof, le ruisseau le Notterbach et le ruisseau Rohrwiese.
Le Moderbach, d'une longueur totale de 21,8 km, prend sa source dans la commune de Farschviller et se jette  dans l'Albe à Sarralbe, après avoir traversé huit communes.

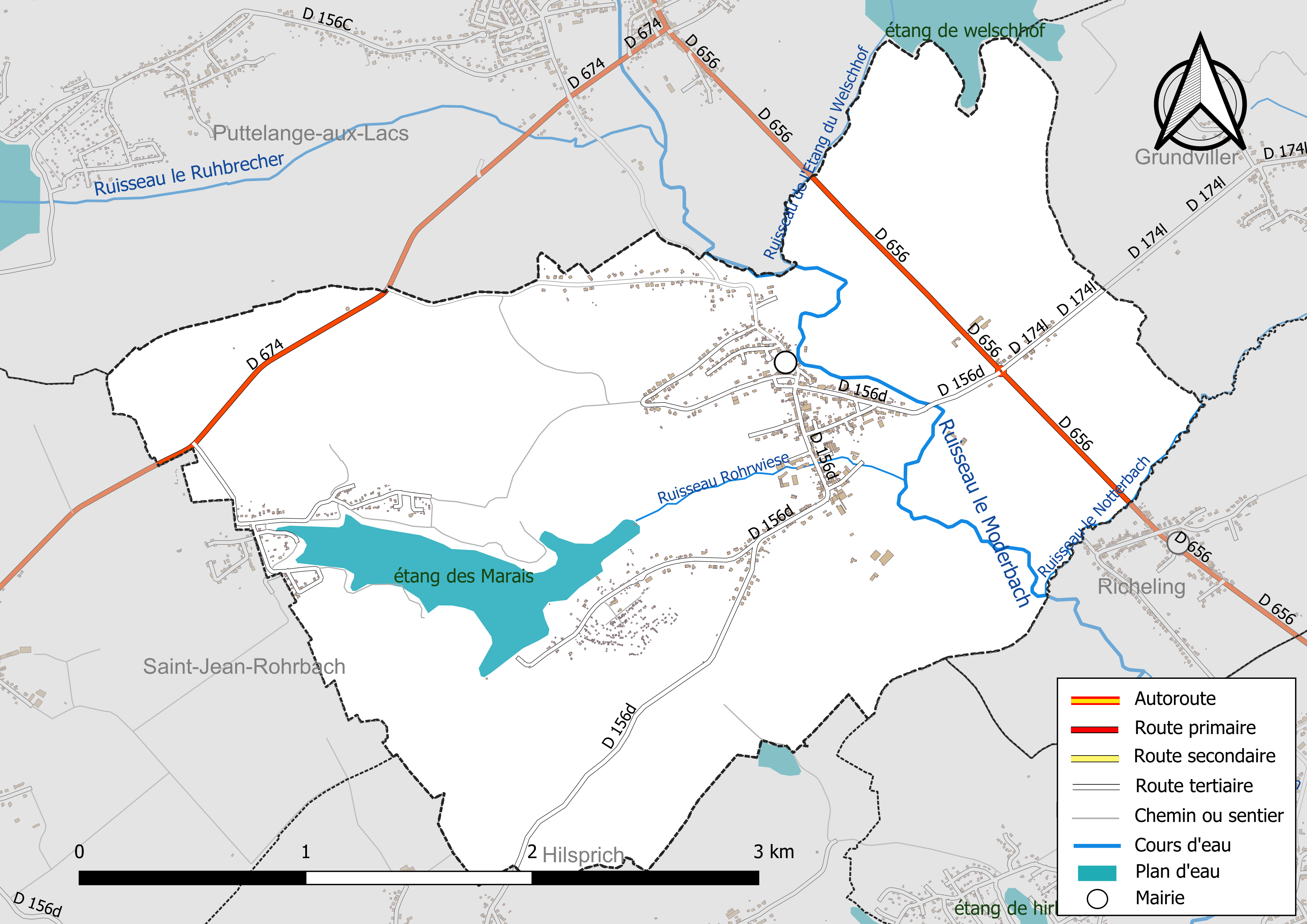
Réseaux hydrographique et routier de Rémering-lès-Puttelange.

La qualité des eaux des principaux cours d'eau de la commune, notamment du ruisseau le Moderbach, peut être consultée sur un site spécial géré par les agences de l'eau et l'Agence française pour la biodiversité.

### Climat
Pour des articles plus généraux, voir Climat du Grand Est et Climat de la Moselle.
En 2010, le climat de la commune est de type climat des marges montargnardes, selon une étude du Centre national de la recherche scientifique s'appuyant sur une série de données couvrant la période 1971-2000. En 2020, Météo-France publie une typologie des climats de la France métropolitaine dans laquelle la commune est exposée à un climat semi-continental et est dans une zone de transition entre les régions climatiques « Lorraine, plateau de Langres, Morvan » et « Vosges ». 
Pour la période 1971-2000, la température annuelle moyenne est de 10 °C, avec une amplitude thermique annuelle de 17,1 °C. Le cumul annuel moyen de précipitations est de 838 mm, avec 12,1 jours de précipitations en janvier et 9,2 jours en juillet. Pour la période 1991-2020, la température moyenne annuelle observée sur la station météorologique de Météo-France la plus proche, « Kappelkinger_sapc », sur la commune de Kappelkinger à 7 km à vol d'oiseau, est de 10,6 °C et le cumul annuel moyen de précipitations est de 772,6 mm. 
La température maximale relevée sur cette station est de 38,8 °C, atteinte le 25 juillet 2019 ; la température minimale est de −19,6 °C, atteinte le 26 décembre 2010,,. 
Les paramètres climatiques de la commune ont été estimés pour le milieu du siècle (2041-2070) selon différents scénarios d'émission de gaz à effet de serre à partir des nouvelles projections climatiques de référence DRIAS-2020. Ils sont consultables sur un site spécial publié par Météo-France en novembre 2022.

## Urbanisme

### Typologie
Au 1er janvier 2024, Rémering-lès-Puttelange est catégorisée commune rurale à habitat dispersé, selon la nouvelle grille communale de densité à sept niveaux définie par l'Insee en 2022.
Elle est située hors unité urbaine. Par ailleurs la commune fait partie de l'aire d'attraction de Sarreguemines (partie française), dont elle est une commune de la couronne,. Cette aire, qui regroupe 48 communes, est catégorisée dans les aires de 50 000 à moins de 200 000 habitants,.

### Occupation des sols
L'occupation des sols de la commune, telle qu'elle ressort de la base de données européenne d’occupation biophysique des sols Corine Land Cover (CLC), est marquée par l'importance des territoires agricoles (58,5 % en 2018), en diminution par rapport à 1990 (63 %). La répartition détaillée en 2018 est la suivante : terres arables (25,5 %), forêts (24,2 %), zones agricoles hétérogènes (18,8 %), prairies (14,2 %), zones urbanisées (9,5 %), eaux continentales (5,1 %), espaces verts artificialisés, non agricoles (2,8 %). L'évolution de l’occupation des sols de la commune et de ses infrastructures peut être observée sur les différentes représentations cartographiques du territoire : la carte de Cassini (XVIIIe siècle), la carte d'état-major (1820-1866) et les cartes ou photos aériennes de l'IGN pour la période actuelle (1950 à aujourd'hui).

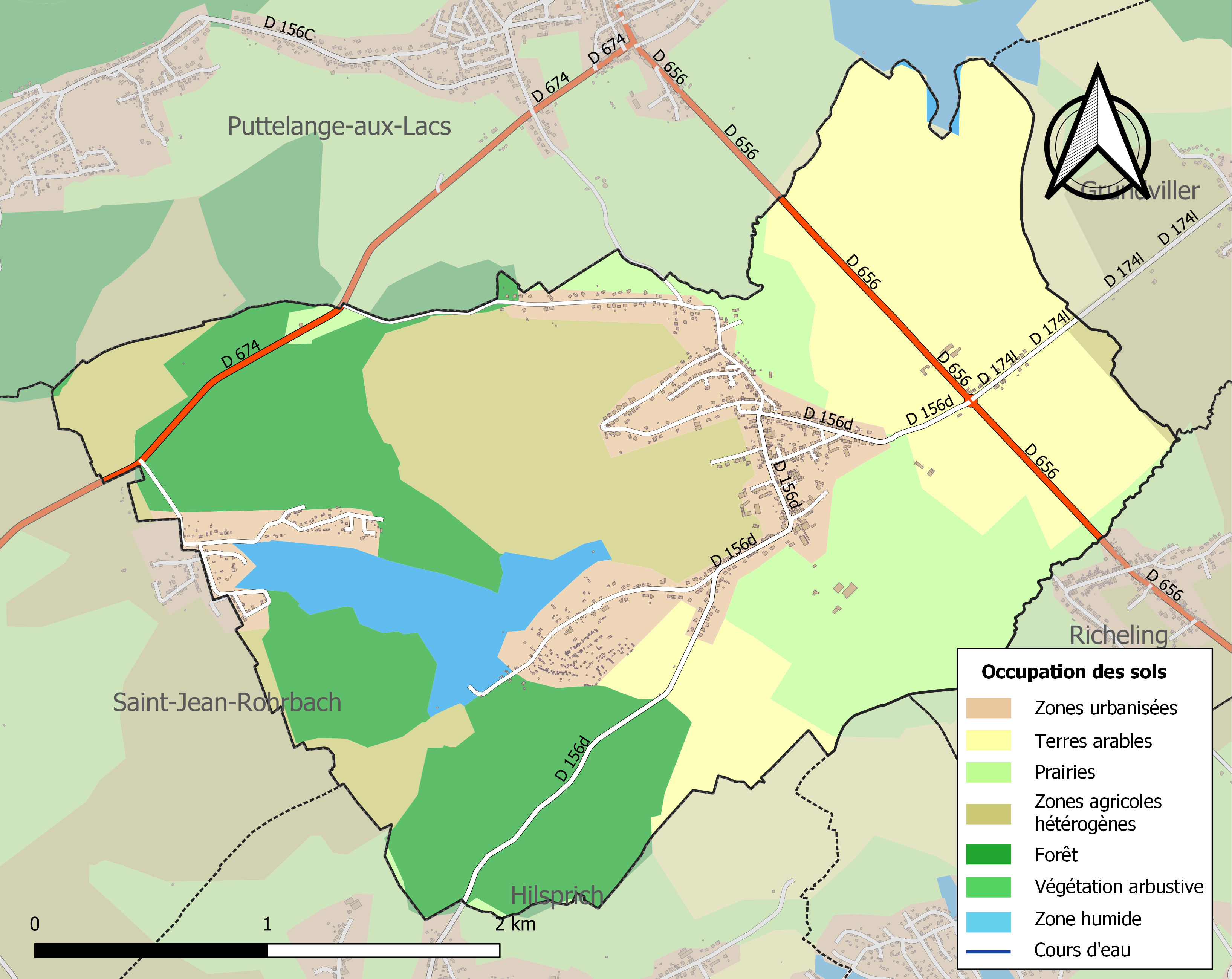
Carte des infrastructures et de l'occupation des sols de la commune en 2018 (CLC).

## Toponymie
- Attestations anciennes[14] : Rimeringa (1121), Remeringa (1294), Rymeringuen (1361)[15], Remeringen (1621 & 1631), Reimering (1751), Reimeringen (1756)[16], Rimeringen (1759), Remering (1793), Remering-lès-Grundviller (tabl. Par.), Remeringen (1871-1918).
  - Remringe en francique lorrain[17].

## Histoire
- Dépendait de l'ancienne province de Lorraine, seigneurie de Puttelange.
- Village en partie détruit en 1944.

## Politique et administration
| Période                                  | Période   | Identité          | Étiquette | Qualité |
| ---------------------------------------- | --------- | ----------------- | --------- | ------- |
| mars 1995                                | mars 2008 | Raymond Kopp      |           |         |
| mars 2008                                | En cours  | Jean-Luc Echivard |           |         |
| Les données manquantes sont à compléter. |           |                   |           |         |

## Démographie
L'évolution du nombre d'habitants est connue à travers les recensements de la population effectués dans la commune depuis 1793. Pour les communes de moins de 10 000 habitants, une enquête de recensement portant sur toute la population est réalisée tous les cinq ans, les populations de référence des années intermédiaires étant quant à elles estimées par interpolation ou extrapolation. Pour la commune, le premier recensement exhaustif entrant dans le cadre du nouveau dispositif a été réalisé en 2008.

En 2022, la commune comptait 1 034 habitants, en évolution de −7,35 % par rapport à 2016 (Moselle : +0,52 %, France hors Mayotte : +2,11 %).
| 1793 | 1800 | 1806 | 1821  | 1836 | 1841 | 1861 | 1866 | 1871 |
| ---- | ---- | ---- | ----- | ---- | ---- | ---- | ---- | ---- |
| 670  | 701  | 790  | 1 154 | 917  | 921  | 900  | 904  | 911  |

| 1875 | 1880 | 1885 | 1890 | 1895 | 1900 | 1905 | 1910 | 1921 |
| ---- | ---- | ---- | ---- | ---- | ---- | ---- | ---- | ---- |
| 932  | 867  | 810  | 741  | 733  | 691  | 709  | 660  | 622  |

| 1926 | 1931 | 1936 | 1946 | 1954 | 1962 | 1968 | 1975 | 1982 |
| ---- | ---- | ---- | ---- | ---- | ---- | ---- | ---- | ---- |
| 633  | 650  | 639  | 552  | 600  | 698  | 727  | 731  | 821  |

| 1990 | 1999 | 2006  | 2008  | 2013  | 2018  | 2022  | - | - |
| ---- | ---- | ----- | ----- | ----- | ----- | ----- | - | - |
| 852  | 836  | 1 030 | 1 086 | 1 159 | 1 058 | 1 034 | - | - |

## Culture locale et patrimoine

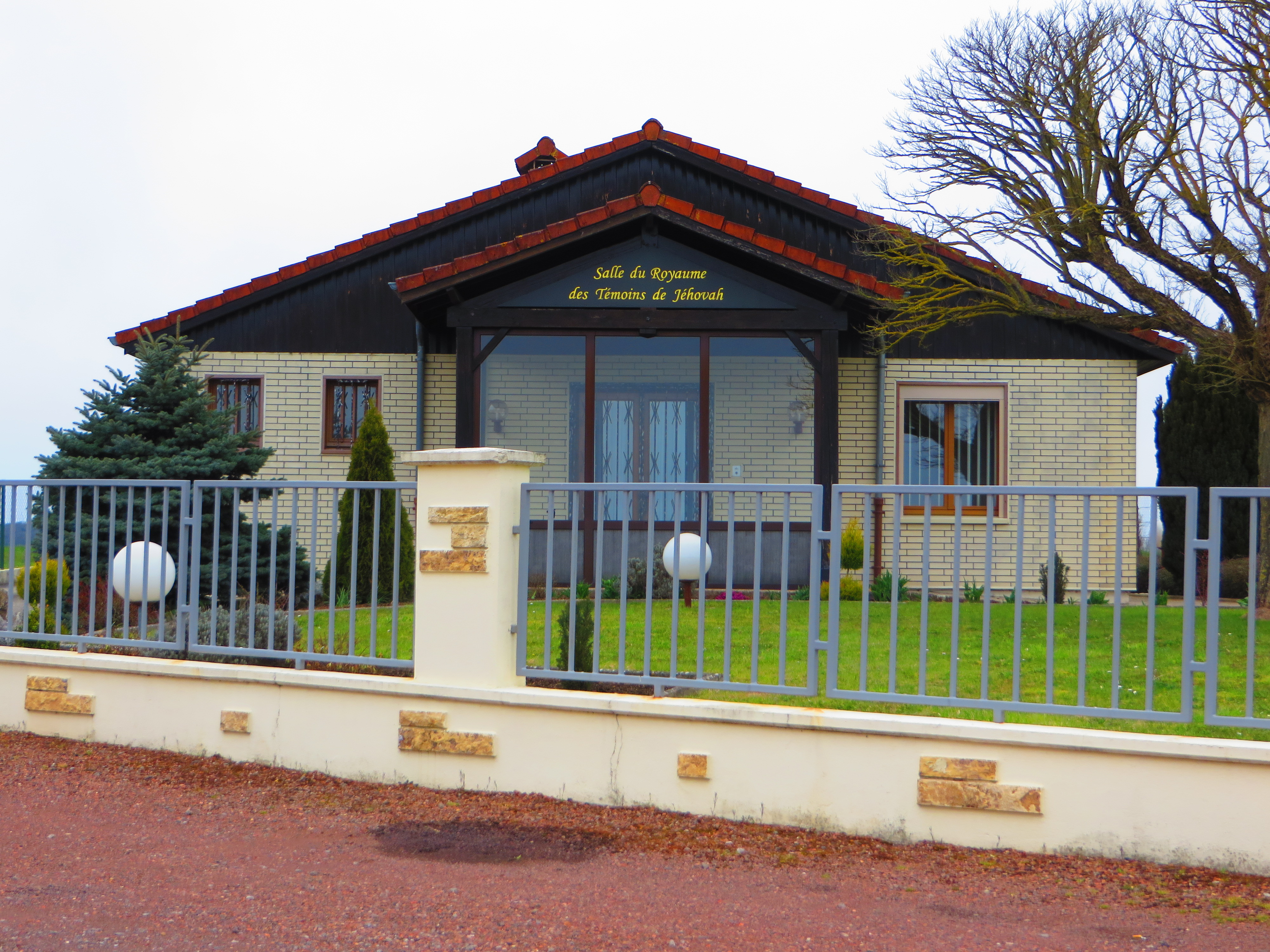
Salle du royaume.

### Lieux et monuments
- Église Saint-Remi moderne (1955).
- Salle du royaume des Témoins de Jéhovah.

### Personnalités liées à la commune
- Rémi Oudin, footballeur y a vécu son enfance.